# Bears de Northern Colorado
Les Bears de Northern Colorado (Northern Colorado Bears) sont un club omnisports universitaire de l'université du Nord du Colorado dans le Colorado. Les équipes des Bears participent aux compétitions universitaires organisées par la National Collegiate Athletic Association.
L'université compte dix-sept équipes universitaires, huit équipes masculines et neuf féminines. La majorité des équipes évolue dans la Big Sky Conference. Néanmoins, quelques exceptions sont présentes. L'équipe de natation et de plongée féminine est classée dans la Western Athletic Conference (WAC) tandis que l'équipe de lutte se situe en Big 12 Conference. L'équipe de baseball a quitté la WAC après la saison 2021 pour rejoindre la Summit League, et l'équipe de golf masculine a rejoint la Summit League en 2024 après que la Big Sky Conference ait fermé sa ligue de golf masculine.